# Árnafjørður
Árnafjørður este un sat în partea estică a insulei Borðoy (fiordul Árnfjarðarvík) din arhipelagul Feroe. Din punct de vedere administrativ localitatea aparține comunei Klaksvík.